# Pepsodent

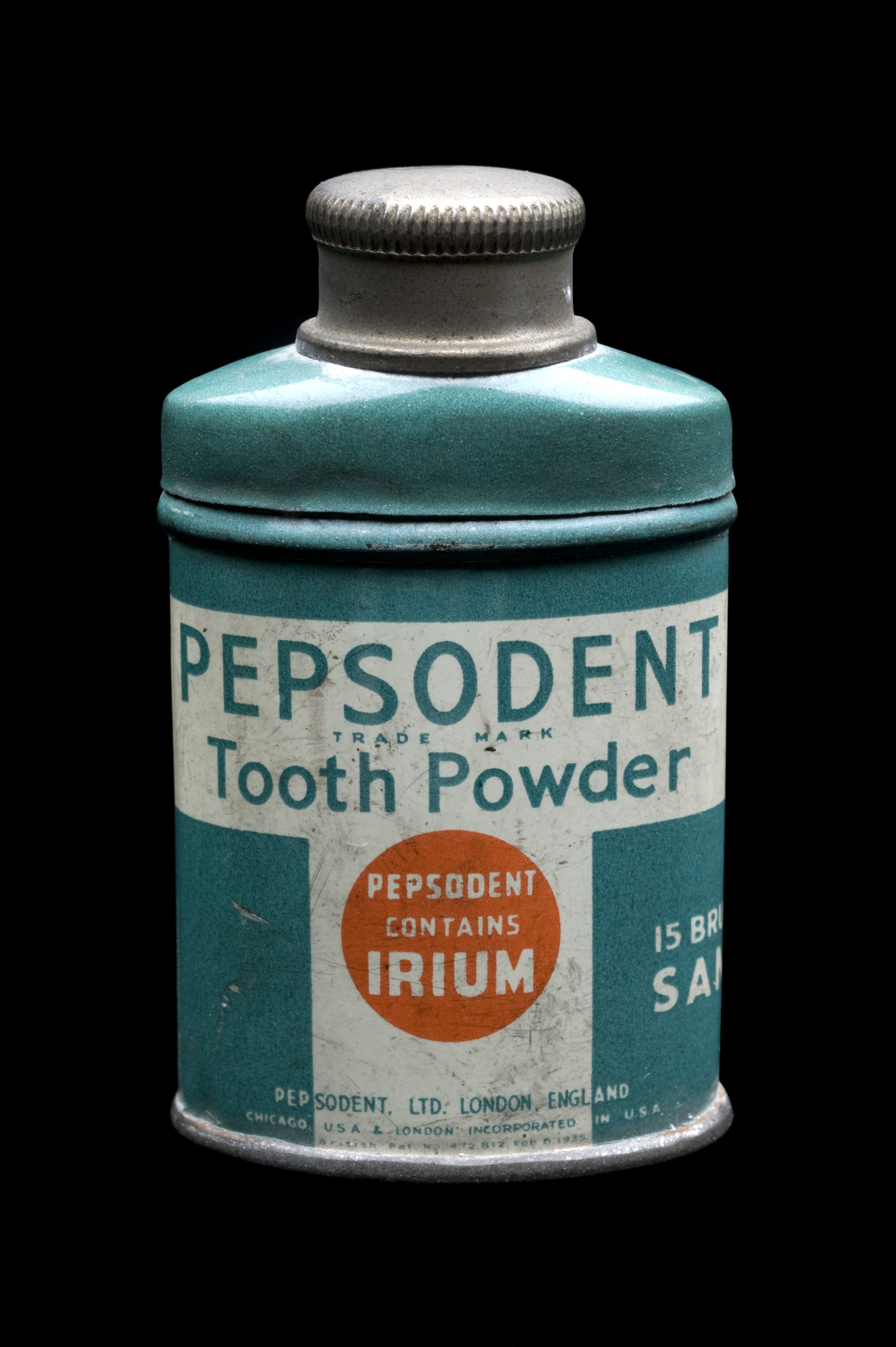
Pepsodent-Zahnpulver

Logo

Pepsodent ist eine seit 1915 bestehende Zahnpasta- und Zahnproduktmarke, die auf ein US-amerikanisches Unternehmen zurückgeht.
Pepsodent ist eine der weltweit bekanntesten Zahnpflegemarken. Die in vielen Ländern erhältliche Zahncreme gehört zu den zehn meistverkauften. Sie hat aber auch eine historische Bedeutung, einmal weil die Werbekampagne für Pepsodent in den USA sehr dazu beitrug, das Zähneputzen als tägliches Ritual einzuführen und dadurch die Zahngesundheit zu verbessern, zum Zweiten aber auch, weil die umfangreiche Werbekampagne selbst als Musterbeispiel für erfolgreiche Werbung und für die Herausbildung von Gewohnheiten gilt.
Pepsodent gehört seit 1944 zu Unilever. Ausgenommen davon sind die USA und Kanada; dort gehört die Marke seit 2003 dem US-amerikanischen Unternehmen Church & Dwight.
Die heute in den USA verkaufte Pepsodent-Zahncreme hat einen minzartigen Geschmack, der vom Sassafras abgeleitet ist.

## Historisches
Pepsodent wurde im Dezember 1915 als Marke der „The Pepsodent Company“ in Chicago angemeldet. Das Unternehmen wurde von Douglas Smith (* 9. Dezember 1861, † 7. November 1927) gegründet, der zuvor mit Medizin gehandelt hatte. Er hatte das Rezept für die Zahnpasta von einem Zahnarzt gekauft und blieb bis zu seinem Tode Vorstandsvorsitzender von Pepsodent. Er starb als Millionär und Wohltäter, woraufhin sein Sohn Kenneth Gladstone Smith (1892–1945) Präsident des Unternehmens wurde.
Die Nachsilbe „dent“ im Produktnamen – die in sehr vielen Zahnprodukten verwendet wird – bedeutet „Zahn“. Die Vorsilbe „Pepso“ stand ursprünglich für das Enzym Pepsin, das in der Zahncreme enthalten war und durch seine Fähigkeit, Proteine abzubauen, Nahrungsmittelreste bzw. den Zahnbelag (Plaquefilm) von den Zähnen lösen sollte. Marken- und Firmenname wurden auch danach beibehalten, obwohl die Zahncreme spätestens 1936 kein Pepsin mehr enthielt. Hierin ist Pepsodent dem etwas früher erfundenen Pepsi-Cola ähnlich: Auch für diese Limonade wurde Werbung mit der angeblich vorteilhaften Wirkung von Pepsin gemacht, das in diesem Fall die Verdauung unterstützen sollte. Aber wie bei Pepsodent wurde auch bei Pepsi-Cola das namensgebende Pepsin schon bald aus den Zutaten gestrichen. Pepsin entfaltet seine Enzymwirkung nur in saurer Umgebung bei einem pH-Wert von 5 oder kleiner. Eine Zahnpasta sollte aber keinen pH-Wert kleiner als etwa 5,2 haben, da sie sonst so sauer ist, dass sie selbst den Zahnschmelz angreift. Zahnbelag wird daher besser durch Bürsten entfernt als mittels Pepsin aufgelöst.
1944 wurde Pepsodent von Unilever übernommen.
Pepsodent unterhielt 1946 in Chicago ein Forschungslabor, dem 15 Chemiker, ein Bakteriologe und ein Zahnarzt angehörten. Zu den beworbenen Bestandteilen der Zahnpaste gehören „I.M.P.“, eine Abkürzung für „Insoluble Meta-Phosphate“ (unlösliches Metaphosphat). Da dieses durchscheinend ist, wurden Magnesiumsalze wie Magnesiumcarbonat oder Magnesiumphosphat zugegeben, um die gewünschte weiße Farbe und ein besseres Fließverhalten zu erhalten. Ein weiterer beworbener Bestandteil war „Irium“, ein markeneigener Name für das schäumende Tensid Natriumlaurylsulfat.
Nach dem Zweiten Weltkrieg bildete Zahnpasta – zusammen mit Haarshampoo – das Hauptgeschäftsfeld von Unilever. Ab den 1950er-Jahren bis Anfang der 1970er wurde Pepsodent über das zu Unilever gehörende Unternehmen Elida-Gibbs in Hamburg auch in Deutschland verkauft; es erreichte dabei einen guten Marktanteil. Ab 1972 wurde Pepsodent im neu errichteten Elida-Gibbs-Werk in Buxtehude hergestellt. Unilever hatte in den 1960er und Anfang der 1970er Jahre einen Anteil von 20 % am europäischen Markt für Zahnpflegeprodukte und war damit an zweiter Stelle nach dem Marktführer Colgate.
Insgesamt war Pepsodent bis zur Mitte der 1950er-Jahre sehr erfolgreich. Da seine Hersteller zögerten, Fluorid zuzugeben, gingen die Verkäufe drastisch zurück.
In Indien wird Pepsodent seit 1993 vertrieben.
Das US-amerikanische Unternehmen Church & Dwight übernahm 2003 in den Vereinigten Staaten und in Kanada die Zahnpflegesparte von Unilever, wobei auch die Markennamen Pepsodent und Mentadent übernommen wurden.

### Werbung
Ab November 1916 war die von Albert Lasker (1880–1952), dem „Gründervater der modernen Werbung“, geleitete Werbeagentur für die Pepsodent-Werbung verantwortlich. Er und sein Angestellter, der Werbefachmann Claude C. Hopkins (1866–1932), erhielten Pepsodent-Firmenanteile als Entgelt für die von ihnen gestartete Werbekampagne. Hopkins schrieb in seiner Biographie, er habe an diesem größten Erfolg seiner Werbelaufbahn Millionen verdient. Die Zeitungsanzeigen zählen zu den einflussreichsten dieser Zeit. Laskers Faustformel für den Produktpreis war ein Drittel für die Herstellungskosten, ein Drittel für Werbung und ein Drittel als Profit.
Ab 1929 förderte Pepsodent eine Radiosendung der National Broadcasting Company NBC. Durch die mit dem Sponsoring verbundene Werbung wurde Pepsodent sehr erfolgreich. 1938 wurde die Radiowerbung durch Sponsoring nochmals ausgeweitet, indem die Radiosendung „The Pepsodent Show“ ins Leben gerufen wurde. Die dreißigminütige Sendung wurde von 1938 an zehn Jahre lang jeden Dienstag von der NBC ausgestrahlt; die Hauptrolle war mit Bob Hope prominent besetzt. Daneben agierten z. B. die Sängerin Frances Langford und der Musiker Skinnay Ennis. Die Sendung war so populär, dass sie zu den Programmen mit den meisten Zuhörern zählte, insbesondere 1942/43. Berühmte Hollywoodstars hatten Gastauftritte, darunter Cary Grant, Orson Welles, Judy Garland, Bette Davis, Humphrey Bogart, Paulette Goddard, Dorothy Lamour, Rita Hayworth, Penny Singleton, Arthur Lake, Basil Rathbone, Gary Cooper, Veronica Lake, Ginger Rogers, Edward G. Robinson und Hedda Hopper. Der Werbeslogan „You’ll wonder where the yellow went / when you brush your teeth with Pepsodent!“ („Sie werden sich fragen, wo das Gelb geblieben ist, wenn Sie Ihre Zähne mit Pepsodent bürsten!“) wurde sehr bekannt (und auch oft verulkt).
Von 1928 bis 1933 hing ein großes Pepsodent-Leuchtreklameschild am Times Square in New York bei der West 47th Street. Die wechselnden Neonlichter zeigten ein schaukelndes Mädchen. Diese Werbetafel wurde für den Film King Kong von 2005 nachgebildet. Die gesamte Werbung für Pepsodent machte dieses zur meistverkauften Zahnpasta, und Lasker zu einem der größten Anteilseigner.

## Varianten
Pepsodent ist eng mit den ebenfalls zum Unilever-Konzern gehörenden Marken Signal (in Deutschland stets als gestreifte Zahnpasta) und mentadent verwandt: die heute in Österreich als mentadent verkaufte Zahnpasta wird in anderen Ländern als Signal, Pepsodent, P/S und Zhong Hua verkauft. Das in Deutschland als Signal verkaufte Produkt heißt in Argentinien, Bangladesch, Bolivien, Indien, Pakistan und Südafrika sowie auf den Philippinen Pepsodent.
Pepsodent wird außerdem verkauft in Indien, Chile, Schweden und Finnland.

## Einordnung im US-amerikanischen Markt
Laut einer auf Umfragen beruhenden Schätzung nutzten in den USA in den Jahren 2013 bis 2016 mehr als sechs Millionen Verbraucher jährlich Pepsodent. Damit war es zwar unter den zehn meistgebrauchten Marken, aber weit hinter den Marktführern Colgate und Crest, die von jeweils mehr als 100 Millionen Kunden gebraucht wurden.

## Verweise auf Pepsodent
In Liedern, Musicals und in Filmen wurde gelegentlich auf Pepsodent Bezug genommen, z. B. im Lied „You’re the top“ von Cole Porter 1934 oder im Musical South Pacific der Komponisten Rodgers und Hammerstein von 1949. Im Musical Annie wird der von Pepsodent inspirierte Fantasiename „Oxydent“ für eine Zahnpasta verwendet, für die in der Handlung ebenfalls Radiowerbung gemacht wird.